# Going Overboard
Going Overboard è un film del 1989 diretto da Valerie Breiman.
La pellicola segna il debutto cinematografico di Adam Sandler.
Il film è stato distribuito in Italia solo nel 2005, in edizione DVD.

## Trama
Il giovane cameriere Schecky vorrebbe diventare un comico di successo. La sua grande occasione gli capita quando, a bordo della nave da crociera in cui lavora, si svolgono le selezioni per Miss Universo.